# 大震災名言録
大震災名言録（だいしんさいめいげんろく）は藤尾潔著作。1997年度光文社作品。
自身の母校の小、中、高が全て避難所になった経験を元にした。阪神・淡路大震災を「関西的ユーモアで捉える」というタブーといえるテーマ。